# Dick Gibson
Richard „Dick“ Gibson (* 16. April 1918 in Bourne, Lincolnshire, England; † 17. Dezember 2010 in Cádiz, Spanien) war ein britischer Formel-1-Fahrer.

## Karriere
In den Jahren 1957 und 1958 trat Gibson als Privatfahrer in einem Formel-2-Cooper-T43-Climax beim Großen Preis von Deutschland auf dem Nürburgring an. Zwar konnte er sich für die Rennen qualifizieren, schied jedoch beide Male aufgrund technischer Defekte aus. Außerdem nahm Gibson an einigen nicht zur Weltmeisterschaft zählenden Formel-1-Rennen teil.

## Statistik

### Statistik in der Automobil-Weltmeisterschaft

#### Gesamtübersicht
| Saison | Team      | Chassis    | Motor         | Rennen | Siege | Zweiter | Dritter | Poles | schn. Rennrunden | Punkte | WM-Pos. |
| ------ | --------- | ---------- | ------------- | ------ | ----- | ------- | ------- | ----- | ---------------- | ------ | ------- |
| 1957   | R. Gibson | Cooper T43 | Climax 1.5 L4 | 1      | −     | −       | −       | −     | −                | −      | NC      |
| 1958   | R. Gibson | Cooper T43 | Climax 1.5 L4 | 1      | −     | −       | −       | −     | −                | −      | NC      |
| Gesamt | Gesamt    | Gesamt     | Gesamt        | 2      | −     | −       | −       | −     | −                | −      |         |

#### Einzelergebnisse
| Saison | 1 | 2 | 3 | 4 | 5   | 6 | 7   | 8 | 9 | 10 | 11 |
| ------ | - | - | - | - | --- | - | --- | - | - | -- | -- |
| 1957   |   |   |   |   |     |   |     |   |   |    |    |
|        |   |   |   |   | DNF |   |     |   |   |    |    |
| 1958   |   |   |   |   |     |   |     |   |   |    |    |
|        |   |   |   |   |     |   | DNF |   |   |    |    |

| Legende  | Legende            | Legende                                                          |
| Farbe    | Abkürzung          | Bedeutung                                                        |
| -------- | ------------------ | ---------------------------------------------------------------- |
| Gold     | –                  | Sieg                                                             |
| Silber   | –                  | 2. Platz                                                         |
| Bronze   | –                  | 3. Platz                                                         |
| Grün     | –                  | Platzierung in den Punkten                                       |
| Blau     | –                  | Klassifiziert außerhalb der Punkteränge                          |
| Violett  | DNF                | Rennen nicht beendet (did not finish)                            |
| Violett  | NC                 | nicht klassifiziert (not classified)                             |
| Rot      | DNQ                | nicht qualifiziert (did not qualify)                             |
| Rot      | DNPQ               | in Vorqualifikation gescheitert (did not pre-qualify)            |
| Schwarz  | DSQ                | disqualifiziert (disqualified)                                   |
| Weiß     | DNS                | nicht am Start (did not start)                                   |
| Weiß     | WD                 | zurückgezogen (withdrawn)                                        |
| Hellblau | PO                 | nur am Training teilgenommen (practiced only)                    |
| Hellblau | TD                 | Freitags-Testfahrer (test driver)                                |
| ohne     | DNP                | nicht am Training teilgenommen (did not practice)                |
| ohne     | INJ                | verletzt oder krank (injured)                                    |
| ohne     | EX                 | ausgeschlossen (excluded)                                        |
| ohne     | DNA                | nicht erschienen (did not arrive)                                |
| ohne     | C                  | Rennen abgesagt (cancelled)                                      |
| ohne     | keine WM-Teilnahme |                                                                  |
| sonstige | P/fett             | Pole-Position                                                    |
| sonstige | 1/2/3/4/5/6/7/8    | Punktplatzierung im Sprint-/Qualifikationsrennen                 |
| sonstige | SR/kursiv          | Schnellste Rennrunde                                             |
| sonstige | *                  | nicht im Ziel, aufgrund der zurückgelegten Distanz aber gewertet |
| sonstige | ()                 | Streichresultate                                                 |
| sonstige | unterstrichen      | Führender in der Gesamtwertung                                   |